# Kargaja
Kargaja (ook wel Kargoja, Russisch: Каргово, Kargovo) is een plaats in de Estlandse gemeente Peipsiääre, provincie Tartumaa. De plaats heeft de status van dorp (Estisch: küla).
De plaats lag tot in oktober 2017 in de gemeente Vara. In die maand ging de gemeente op in de gemeente Peipsiääre.

## Bevolking
Het aantal inwoners loopt langzaam terug, zoals blijkt uit het volgende staatje:
| Jaar            | 2000 | 2011 | 2017 | 2019 | 2021 |
| --------------- | ---- | ---- | ---- | ---- | ---- |
| Aantal inwoners | 29   | 15   | 14   | 12   | 12   |

De meeste inwoners zijn Russischtalig.

## Ligging
Kargaja ligt aan de gelijknamige rivier. Bij het dorp Kargaja splitst de rivier zich in twee takken. De ene komt uit in het Koosameer, dat de zuidoostgrens van het dorp vormt, de andere in de rivier Koosa. Het zuidelijk deel van het dorp valt (met het Koosameer) onder het Emajõe-Suursoo maastikukaitseala, een moerasgebied met een beschermde status.

## Geschiedenis
Kargaja heette achtereenvolgens Karjaja (1729), Karjaja Warreje Lauri Tochter Leeno (1748), Kargaga (1796), Kargowa (1805) en rond 1900 in cyrillisch schrift Каргова (Kargova). Het was een veldnaam en vanaf 1796 een dorp op het landgoed van Kawast (Kavastu). Volgens de overlevering is het dorp gesticht door soldaten die waren gedeserteerd uit het Russische leger.
In 1977 werd het buurdorp Sookurgu bij Kargaja gevoegd.